# エスタディオ・アクロン
エスタディオ・アクロン（西: Estadio Akron）は、メキシコのハリスコ州グアダラハラのJVCコンプレックス内にある球技場。

## 概要
老朽化されたエスタディオ・ハリスコに代わって建設。命名権はオーナーが所有するオムニライフが取得した。こけら落としはマンチェスター・ユナイテッド戦で、3対2でグアダラハラが勝利した。2010年に開催されたコパ・リベルタドーレス決勝第1戦のインテルナシオナル戦でも使用された。
2011年開催のU-17W杯でも使用された。また2011年パンアメリカン競技大会の主会場として使用された。
2017年12月、アクロン社と10年の命名権契約を結び名称がエスタディオ・アクロンとなった。
2026年に開催される2026 FIFAワールドカップの会場として使用される予定であるが、施設命名権行使禁止規定により、会期中に限り名称は「エスタディオ・グアダラハラ（グアダラハラスタジアム）」となる。
また、JVCセンターが建設される予定である。